# Juan Abád

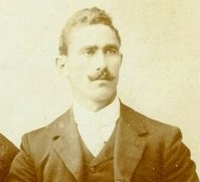

Juan Abád (8 tháng 2 năm 1872 - 24 tháng 12 năm 1932) là một nhà viết kịch người Philippines, quê ở Manila.

## Sự nghiệp
Vở kịch đầu tiên của ông là Mơ ước về một hạnh phúc khốn khổ (Sueño de mala fortuna) được dựng năm 1835, là tác phẩm mở   đầu cho thể loại kịch của nền văn học viết bằng ngôn ngữ dân tộc Tagalog, phản ánh cuộc sống của người nghèo vô vọng dưới ách ngoại bang.
Đề tài đó được Abad phát triển rất đa dạng, soi rọi nhiều khía cạnh bần cùng của người Philippines trên các hòn đảo hẻo lánh, rời rạc, gần như bị cách biệt với thế giới văn minh, lại chịu cảnh sống lầm than, cơ cực dưới ách bóc lột của các thế lực xâm lược, thực dân vô cùng tàn tệ qua các vở Những kỷ niệm đau buồn (Mapanglaw na Alaala), Philippines muôn năm (Mabuhay ang Philippinos). Đặc biệt với vở kịch Vòng dây xích vàng (Tanikalang Guinto) đã khiến cho Abad bị đưa ra tòa vì tội xúc phạm nhà cầm quyền và các thế lực tư bản Mỹ.